# باشگاه فوتبال میدلزبرو
باشگاه فوتبال میدلزبورو (به انگلیسی: .Middlesbrough F.C) باشگاه فوتبال انگلیسی است که در شهر میدلزبورو قرار دارد.
باشگاه میدلزبورو در سال ۱۸۷۶ در انگلیس تأسیس شده است. این باشگاه سابقه قهرمانی در جام اتحادیه انگلستان را دارد.